# Вестин (лунный кратер)
Кратер Вестин (лат. Vestine) — древний большой ударный кратер на обратной стороне Луны. Название присвоено в честь американского геофизика и метеоролога Эрнеста Гарри Вестина (1906—1968) и утверждено Международным астрономическим союзом в 1970 г. Образование кратера относится к донектарскому периоду.

## Описание кратера

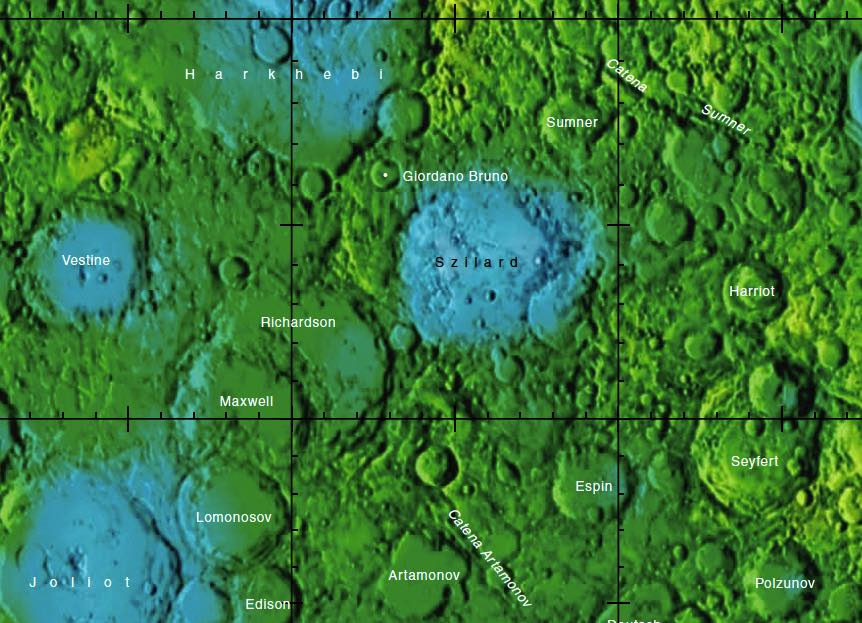
Окрестности кратера Вестин. Фрагмент карты обратной стороны Луны.

Ближайшими соседями кратера являются кратеры Билс и Риман на северо-западе, огромный кратер Харкеби на северо-востоке, большой кратер Ричардсон на востоке-юго-востоке, большой кратер Максвелл на юго-востоке, кратер Жолио на юге и кратер Рэлей на юго-западе. Селенографические координаты центра кратера 33°52′ с. ш. 93°41′ в. д. / 33,87° с. ш. 93,68° в. д., диаметр 97,8 км, глубина 2,85 км.
За время своего существования кратер значительно разрушен, вал перекрыт несколькими небольшими кратерами. Западная часть вала кратера перекрывает более древний сателлитный кратер Вестин T (см.ниже). Высота вала кратера над окружающей местностью 1460 м, объем кратера составляет приблизительно 9000 км³. Дно чаши кратера сравнительно ровное, в центре располагается невысокий сглаженный хребет, к востоку от него небольшой кратер. 

## Сателлитные кратеры

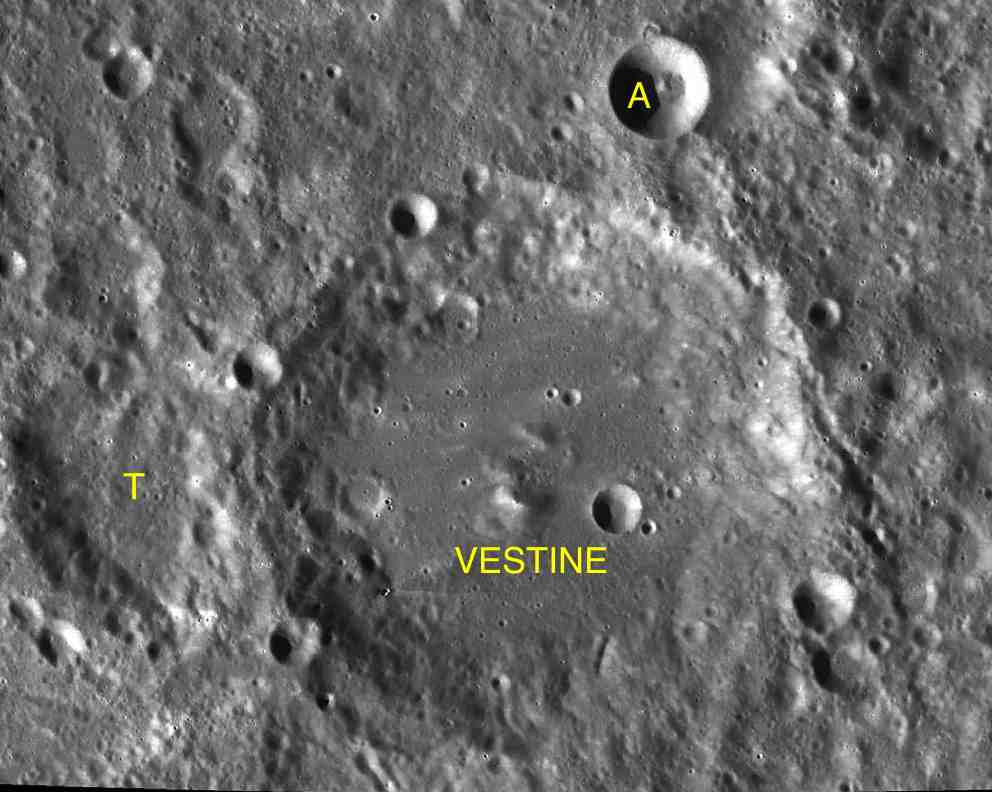
Фрагмент карты LAC-29.

| Вестин | Координаты                                            | Диаметр, км |
| ------ | ----------------------------------------------------- | ----------- |
| A      | 36°01′ с. ш. 94°34′ в. д. / 36,02° с. ш. 94,57° в. д. | 17,6        |
| T      | 33°38′ с. ш. 91°03′ в. д. / 33,64° с. ш. 91,05° в. д. | 59,2        |